# Mikael Hisinger
Mikael Hisinger, född 23 november 1758 i Ingå, död 21 januari 1829 i Stockholm, var en finländsk bruksägare och ryttmästare. Han var son till Johan Hisinger. 
Hisinger ägde Fagervik, Billnäs och Skogby. Han mottog 1819 kejsar Alexander I av Ryssland som gäst på Fagervik och upphöjdes då i friherrligt stånd. Han tjänade uppenbarligen som förebild för en av Carl Jonas Love Almquists litterära gestalter, hovmarskalk Löwenstjerna (författaren vistades somrarna 1814–1820 som informator på Fagervik). Hisinger flyttade till Stockholm 1824.